# Султанат
Султанат (арап. سلطنة) је држава или друга друштвено-војно-политичка организација којом влада султан. Историјски пример султаната је Османско царство, међу чијим претечама броје његови претходници попут Селџучког и Иконијског султаната. Државе Оман, на Блиском истоку, и Брунеј у Југоисточној Азији су такође по друштвеном уређењу султанати.